# Joseph Wilson Swan
Joseph Wilson Swan (Bishopwearmouth, 31 ottobre 1828 – Warlingham, 27 maggio 1914) è stato un chimico, medico e inventore inglese.

## Biografia
Dopo aver lavorato come apprendista di un farmacista, egli si interessò alla diffusione della luce attraverso le lampade. Iniziando i propri lavori nel 1850, che dimostrò efficaci nel 1860, nel 1878 brevettò la lampada a incandescenza con filamento di carbonio; la futura lampadina. Verso l'autunno di quello stesso anno anche Thomas Edison brevettò la stessa lampada e quando Swan lo seppe gli scrisse una lettera dimostrando tutto il suo sconcertato stupore.
Per quanto riguarda la lavorazione della seta artificiale, ottenne i primi filamenti nel 1883 iniettando in acido acetico una soluzione di nitrocellulosa. Gli schizzi di soluzione coagulavano in filamenti che Swan successivamente carbonizzava, essiccava e montava su supporti isolanti. 
Nel 1904 ha ricevuto la medaglia Hughes.